# Новоселки (Чамзінський район)
Новосе́лки (рос. Новосёлки, ерз. Новоселки) — село у складі Чамзінського району Мордовії, Росія. Входить до складу Мічурінського сільського поселення.

## Населення
Населення — 88 осіб (2010; 122 у 2002).
Національний склад (станом на 2002 рік):
- росіяни — 71 %